# Sociedade asteca
A sociedade Asteca pré-Colombiana era altamente complexa e estratificada, que se desenvolveu entre os povos Astecas do México Central, nos séculos anteriores à Conquista Espanhola do México, e que foi construído sobre as fundações culturais da maior região da Mesoamérica. Politicamente, a sociedade foi organizada em cidades-estados independentes, chamados de altepetls, compostas de pequenas divisões (calpulli), que foram, novamente, compostas de um ou mais grupos maiores de parentesco. Socialmente, a sociedade dependia de uma vez divisão rígida entre nobres e plebeus livres, em que, estes próprios, eram divididos entre hierarquias de status social, responsabilidades poder. Economicamente, a sociedade era dependente da agricultura, e, também, em grande medida, na guerra. Outros importantes fatores econômicos foram o comércio - de longa distância e local -  e um alto grau de comércio de especialização.

## Visão geral
A sociedade pode traçar suas raízes para origens mesoamericanas. Sua linguagem, estilo de vida e tecnologia foram todos afetados pelo contato com culturas vizinhas. Mas, enquanto eles foram impactados por diversas fontes, eles desenvolveram seus próprios grupos sociais, estruturas políticas, tradições e atividades de lazer.

### Origens mesoamericanas
Em meados do primeiro milênio depois de Cristo, as primeiras ondas de tribos falantes dos antepassados das línguas Nahuan migraram para o sul, em direção à Mesoamérica. Eles eram nômades caçadores-coletores e chegaram a uma região que já era preenchidoa por sociedades complexas de avançado nível tecnológico. Sob a influência de civilizações Mesoamericanas clássicas, tais como os Teotihuacanos, os Maias, a Totonacas e os Huastecs, os proto-Astecas tornaram-se sedentários, agricultores e alcançaram os mesmos níveis de tecnologia que seus povos vizinhos. Eles mantiveram em sua língua, muitos dos seus sistemas religiosos, e, provavelmente, aspectos de seus costumes sociais pretéritos. Assim, as bases da "sociedade Asteca" foram desenvolvidas como uma síntese entre sociedades Mesoamericanas e tradições astecas, apesar de hoje não poderem ser facilmente distinguidas que partes vieram de onde. A sociedade asteca não foi isolada do contexto Mesoamericano, e, na verdade, a maioria de seus aspectos foram semelhantes em estrutura em relação a que existia em sociedades circundantes.

### Os astecas
Michael E. Smith define "Asteca"  incluindo todos os povos que falam a língua Nauátle, em oposição a uma definição restrita do termo "Asteca" para cobrir os habitantes de Tenochtitlan ou as partes na Tríplice Aliança Asteca. Esta definição refere-se a circunstâncias específicas de um determinado grupo Asteca que será feito com o etnônimo referindo-se especificamente a esse grupo, como os Mexicas para os habitantes de México-Tenochtitlan, Tlaxcaltecas para aqueles de Tlaxcallan e assim por diante.

## Organização social
A divisão social mais básica na sociedade asteca era aquela entre nobres (Nahuatl pīpiltin) e plebeus (Nahuatl mācehualtin). Os nobres possuíam um grande número de privilégios não compartilhados pelos plebeus, principalmente o direito de receber tributos de plebeus em suas terras. Os plebeus, por outro lado, eram livres para possuir e cultivar terras e para administrar seus próprios bens, enquanto ainda completavam os serviços exigidos por seus senhores e seus calpulli, tais como pagamento de tributo e serviço militar. A mobilidade entre as duas camadas sociais era difícil, mas na prática ambos os grupos de plebeus e de nobres foram estruturados em hierarquias mais refinadas e um alto grau de mobilidade social era possível dentro de uma dada camada. Por exemplo, os pochteca, comerciantes de longa distância, eram considerados plebeus e, ao mesmo tempo, mantinham vários privilégios comparáveis aos da nobreza menor.